# Aloe hemmingii
Aloe hemmingii ist eine Pflanzenart der Gattung der Aloen in der Unterfamilie der Affodillgewächse (Asphodeloideae). Das Artepitheton hemmingii ehrt Christopher Francis Hemming (* 1926) vom Desert Locust Survey.

## Beschreibung

### Vegetative Merkmale
Aloe hemmingii wächst stammlos oder sehr kurz stammbildend, einzeln oder bildet kleine Gruppen. Die etwa zehn eiförmigen oder lanzettlich verschmälerten Laubblätter bilden dichte Rosetten. Ihre bräunlich grüne Blattspreite ist 10 bis 12 Zentimeter lang und 3 bis 3,5 Zentimeter breit. Auf der Blattoberseite befinden sich viele trübweiße, verlängerte Schlieren. Auf der Blattunterseite sind die Schlieren kleiner und zahlreicher. Die stechenden, weißlichen und braun gespitzten Zähne am Blattrand sind 2 Millimeter lang und stehen 4 bis 6 Millimeter voneinander entfernt.

### Blütenstände und Blüten
Der einfache Blütenstand ist 30 bis 35 Zentimeter lang. Die lockeren, zylindrischen Trauben sind 10 bis 15 Zentimeter lang und 5 Zentimeter breit. Sie bestehen aus etwa 18 Blüten. Die eiförmig spitz zulaufenden Brakteen weisen eine Länge von 8 Millimeter auf und sind 3 Millimeter breit. Die flamingorosafarbenen oder hell rosaroten, fein gefleckten Blüten stehen an 6 bis 8 Millimeter langen Blütenstielen. Die Blüten sind 24 Millimeter lang und an ihrer Basis stutzt. Auf Höhe des Fruchtknotens weisen sie einen Durchmesser von 8 Millimeter auf. Darüber sind sie kaum verengt. Ihre äußeren Perigonblätter sind leicht ausgebreitet und auf einer Länge von 7 Millimetern nicht miteinander verwachsen. Die Staubblätter und der Griffel ragen leicht aus der Blüte heraus.

## Systematik und Verbreitung
Aloe hemmingii ist entlang des Gebirgszuges im Nordwesten Somalias auf steinigen Böden mit spärlichem Buschwerk in Höhenlagen von etwa 1200 Metern verbreitet.
Die Erstbeschreibung durch Gilbert Westacott Reynolds und Peter René Oscar Bally wurde 1964 veröffentlicht.

## Nachweise